# Trnje (Črenšovci)
Trnje is een plaats in Slovenië en maakt deel uit van de gemeente Črenšovci in de NUTS-3-regio Pomurska. De plaats telde 544 inwoners op 1 januari 2020.